# Serie Mundial Femenina de Rugby 7 2022-23
La Serie Mundial Femenina de Rugby 7 2022-23 fue la décima temporada de la Serie Mundial Femenina de Rugby 7, el circuito de selecciones nacionales femeninas de rugby 7.
Las cuatro mejores selecciones clasificaron a los Juegos Olímpicos de París 2024.

## Equipos
11 equipos tienen estatus permanente.
| América - Brasil - Canadá - Estados Unidos Oceanía - Australia - Fiyi - Nueva Zelanda | Europa - España - Francia - Gran Bretaña - Irlanda Asia - Japón |

- Un equipo más será invitado para cada una de las etapas del circuito.

## Formato
Cada torneo se disputará en un fin de semana, a lo largo de dos días. Participaran 12 equipos: los 11 de estatus permanente y otro invitado.
Se dividieron en tres grupos de cuatro equipos, donde cada uno de estos jugó un partido ante sus rivales de grupo. Cada victoria otorgó 3 puntos, cada empate 2 y cada derrota 1.
Los dos equipos con más puntos en cada grupo y los dos mejores terceros avanzaron a cuartos de final de la Copa de Oro. Los cuatro ganadores avanzaron a semifinales de la Copa de Oro, y los cuatro perdedores a semifinales del quinto puesto.
En tanto, los restantes cuatro equipos de la fase de grupos avanzaron a semifinales de la challenge trophy.

## Calendario
| Torneo             | Estadio                    | Ciudad          | Fecha                            | Campeón       |
| ------------------ | -------------------------- | --------------- | -------------------------------- | ------------- |
| Dubái 2022         | The Sevens Stadium         | Dubái           | 2-3 de diciembre de 2022         | Australia     |
| Sudáfrica 2022     | Estadio de Ciudad del Cabo | Ciudad del Cabo | 9-11 de diciembre de 2022        | Nueva Zelanda |
| Nueva Zelanda 2023 | Estadio Waikato            | Hamilton        | 21-22 de enero de 2023           | Nueva Zelanda |
| Australia 2023     | Sydney Football Stadium    | Sídney          | 27-29 de enero de 2023           | Nueva Zelanda |
| Canadá 2023        | Estadio BC Place           | Vancouver       | 3-5 de marzo de 2023             | Nueva Zelanda |
| Hong Kong 2023     | Hong Kong Stadium          | Hong Kong       | 31 de marzo - 2 de abril de 2023 | Nueva Zelanda |
| Francia 2023       | Estadio Ernest-Wallon      | Toulouse        | 12-14 de mayo de 2023            | Nueva Zelanda |

## Tabla de posiciones
Cada torneo otorgó puntos de campeonato, según la siguiente escala:
- Copa de Oro: 20 puntos al campeón, 18 puntos al subcampeón, 16 puntos al tercero, 14 puntos al cuarto.
- 5.ºpuesto: 12 puntos al campeón, 10 puntos al subcampeón, 8 puntos al séptimo, 6 puntos al octavo.
- Challenge trophy: 4 puntos al campeón, 3 puntos al subcampeón, 2 puntos al decimoprimero, 1 punto al decimosegundo.
- Posiciones oficiales según World Rugby.[5]

| Pos | País               | UAE | RSA | NZL | AUS | CAN | HKG | FRA | Puntos |
| --- | ------------------ | --- | --- | --- | --- | --- | --- | --- | ------ |
| 1   | Nueva Zelanda      | 18  | 20  | 20  | 20  | 20  | 20  | 20  | 138    |
| 2   | Australia          | 20  | 18  | 16  | 12  | 18  | 18  | 16  | 118    |
| 3   | Estados Unidos     | 16  | 16  | 18  | 16  | 16  | 8   | 18  | 108    |
| 4   | Francia            | 14  | 12  | 8   | 18  | 14  | 12  | 14  | 92     |
| 5   | Irlanda            | 10  | 14  | 14  | 14  | 6   | 6   | 10  | 74     |
| 6   | Fiyi               | 12  | 8   | 6   | 10  | 12  | 14  | 6   | 68     |
| 7   | Gran Bretaña       | 6   | 10  | 12  | 8   | 8   | 16  | 8   | 68     |
| 8   | Japón              | 3   | 2   | 10  | 6   | 4   | 3   | 12  | 40     |
| 9   | Canadá             | 4   | 6   | 2   | 4   | 10  | 10  | 3   | 39     |
| 10  | España             | 8   | 3   | 4   | 2   | 3   | 4   | 4   | 28     |
| 11  | Brasil             | 1   | 4   | 3   | 3   | 2   | 2   | 1   | 16     |
| 12  | China              | 2   | -   | -   | -   | -   | -   | -   | 2      |
| 13  | Polonia            | -   | -   | -   | -   | -   | -   | 2   | 2      |
| 14  | Papúa Nueva Guinea | -   | -   | 1   | 1   | -   | -   | -   | 2      |
| 15  | Sudáfrica          | -   | 1   | -   | -   | -   | -   | -   | 1      |
| 16  | Colombia           | -   | -   | -   | -   | 1   | -   | -   | 1      |
| 17  | Hong Kong          | -   | -   | -   | -   | -   | 1   | -   | 1      |

|  | Clasificado a los Juegos Olímpicos 2024 como anfitrión  |
|  | En puestos de clasificación a los Juegos Olímpicos 2024 |
|  | Equipos invitados.                                      |

| Bandera de Nueva Zelanda |
| Campeón Nueva Zelanda    |
| Séptimo título           |